# آري دن هارتوغ
آري دن هارتوغ (بالهولندية: Arie den Hartog)‏ مواليد 23 أبريل 1941 في هولندا، هو دراج هولندي سابق في صنف سباق الدراجات على الطريق.

## سباقات أو مراحل فاز بها
- بطولة العالم لسباق الدراجات على الطريق